# Gier – Wie weit würdest du gehen?
Gier – Wie weit würdest du gehen? ist ein Roman des österreichischen Autors Marc Elsberg, dessen erste Auflage 2019 im Blanvalet Verlag erschien. Im Zentrum der Handlung stehen der Krankenpfleger Jan Wutte und der professionelle Spieler Fitzroy Peel, die den Mord an einem Nobelpreisträger und einem Mathematiker aufzuklären versuchen. Nach und nach entwirren sie die Hintergründe des Mordes und entschlüsseln gleichzeitig die hinterlassene Botschaft der beiden.

## Handlung
Eine drohende Wirtschaftskrise sorgt für Unruhen in Berlin. Die Menschen gehen auf die Straßen und demonstrieren. Während eines Gipfeltreffens ist ein Vortrag des renommierten Nobelpreisträgers Herbert Thompson geplant, der die Welt verändern soll. Auf dem Weg zum Vortrag kommt es zu einem Autounfall, bei dem der Nobelpreisträger und sein Co-Autor Will Cantor ums Leben kommt. Zufälliger Zeuge des Unfalls ist Krankenpfleger Jan Wutte, der beobachtet, wie vermummte Gestalten den Wagen anzünden und damit die Unfallopfer töten.
Vor der Explosion des Autos schafft es Jan, von dem verletzten Will Cantor einige Hinweise zu bekommen. Als ihn die Mörder im Anschluss daran verfolgen, rettet ihn die Ankunft der Polizei. Da diese seine Aussage zwar aufnimmt, ihm aber keinen Glauben schenkt, flüchtet er vom Tatort und macht sich kurzerhand auf den Weg, die Hinweise von Cantor selbst zu entschlüsseln. Zunächst führen ihn diese in eine Berliner Bar, zu dem Glücksspieler Fitzroy Peel, der sich als Freund des Ermordeten entpuppt. Wieder tauchen die Killer auf. Als sie versuchen Jan und Fitzroy umzubringen, flüchten die beiden gemeinsam.
Mittlerweile sowohl von der Polizei als auch von den Killern verfolgt, machen sich Jan und Fitzroy daran, die weiteren Hinweise der Ermordeten zu entschlüsseln. In Will Cantors Hotelzimmer finden sie Hinweise auf eine neue, von ihm entwickelte Wirtschaftstheorie. Auf ihrer Flucht aus dem Hotelzimmer lernen sie Hausbesetzer kennen, die ihnen mit der Handynummer der früheren Will Cantor-Kollegin Jeanne Dalli weiterhelfen.
Jeanne Dalli schafft es schließlich, die vollständigen gestohlenen Unterlagen von ihrem Chef, der sich als Drahtzieher des Mordanschlages entpuppt, zu stehlen. Gemeinsam mit Fitzroy Peel gelingt es ihr, die Wirtschaftstheorie des Nobelpreisträgers zu rekapitulieren und diese auf dem Gipfeltreffen in einem improvisierten Vortrag der Öffentlichkeit vorzutragen. Die Botschaft des Vortrages lautet, dass ein Wirtschaftssystem, das nicht auf Konkurrenz, sondern auf Kooperation basiert, bewiesenermaßen höhere Erträge erwirtschaftet und damit die Möglichkeit eines neuen, ertragreicheren, Wirtschaftssystems in Aussicht stellt. Dieses könnte sich als die Lösung der drohenden Wirtschaftskrise erweisen.

## Hintergrund
Der Autor bezieht sich bei seiner These von der Ineffizienz des neoliberalen Wirtschaftsmodells auf Veröffentlichungen von Physikern des London Mathematical Laboratory (LML).

## Rezeption
„So gewinnbringend Elsbergs wirtschaftliche Ausführungen für den interessierten Leser auch sein mögen - der Spannungsbogen und das Tempo der Handlung leiden mitunter darunter. Man hat das Gefühl, dass Elsbergs Idee einer Weltformel zum Wohlstand aller mehr im Vordergrund steht als die Ermordung des Nobelpreisträgers Thompson. Elsberg-Fans werden ebenso auf ihre Kosten kommen wie Leser, die an wirtschaftlichen oder gesellschaftspolitischen Themen Interesse finden. Wer einen temporeichen und mitreißenden Thriller erwartet, wird dagegen vielleicht enttäuscht sein. Zu oft hat man das Gefühl, ein Sachbuch in Händen zu halten.“

„Elsberg gelingt es gekonnt, ökonomische Begriffe für den Leser herunter zu brechen – das ist der schwierige Teil des Buches. Mitunter lesen sich die Dialoge wie ein vertontes Thesenpapier – da ist Elsberg in guter Gesellschaft von Frank Schätzing bis Daniel Suarez. Elsberg fokussiert auf Hauptfiguren und große Thesen, Nebenfiguren wie Polizisten, der Milliardär Ted Holden oder die Hedgefonds-Managerin Jeanne Dalli, bleiben eher schemenhaft.“

Allgemein beurteilen die Rezensenten des Romans, dass Elsberg für eine verständliche Darstellung des komplexen wirtschaftswissenschaftlichen Sachverhalts, die Qualität der literarischen Mittel in seinem Roman vernachlässigt hat. So empfindet Katja Sembritzki auf N-tv die Dialoge konstruiert, Ernst Corinth in der Hannoverschen Allgemeine Zeitung spricht von klischeehaften Figuren und Peter Huber in Die Presse hätte die Darlegung der Thematik in einem  Sachbuch besser gefunden.
Bei den Lesern des Onlineportals Krimi-Couch erreichte der Wirtschaftsthriller eine Bewertung von 64°. Die vorher veröffentlichten 3 Wissenschaftsthriller des Autors wurden jeweils mit mindestens 80° bewertet. Auf der Spiegel-Bestsellerliste konnte sich die Hardcover-Ausgabe des Romans im Frühjahr 2019 auf Rang 3 platzieren.